# Hôtel de la Teyssonnière
L'hôtel de la Teyssonnière est un hôtel particulier situé au 23 rue Bourgmayer à Bourg-en-Bresse, en France.

## Description
Auparavant nommé hôtel de la Gabelle, l'édifice est situé dans le département français de l'Ain, sur la commune de Bourg-en-Bresse. L'édifice est inscrit au titre des monuments historiques en 1947. Propriété de la famille de La Teyssonnière, Charles Agricole Nestor de La Teyssonnière y est né en 1777.